# Xanthopimpla terebratrix
Xanthopimpla terebratrix là một loài tò vò trong họ Ichneumonidae.